# Iulian Rusu
Iulian Rusu (ur. 29 marca 1967) – rumuński, a potem austriacki judoka. Uczestnik mistrzostw świata w 1987 i 1991. Mistrz świata weteranów w 2022 i Europy w 2018. Startował w Pucharze Świata w latach 1990-1992 i 1997-1999. Brązowy medalista mistrzostw Europy w 1990, a także wojskowych MŚ w 1994 roku.